# Fokker D.XIII
Das niederländische Jagdflugzeug Fokker D.XIII war eine Weiterentwicklung der Fokker D.XI und entstand aus den Erfahrungen mit der Fokker D.VII aus dem Ersten Weltkrieg. Entworfen wurde es von Fokkers technischem Direktor und Konstrukteur Reinhold Platz.

## Entwicklung
Von seinem Vorläufermodell D.XI unterschied sich das Muster hauptsächlich durch den verwendeten Napier Lion-Motor anstelle des leistungsschwächeren Hispano-Suiza 8Fb. Der Erstflug erfolgte am 12. September 1924. Am 16. Juli 1925 konnten mit einer D.XIII mehrere Geschwindigkeits- und Gewichtsrekorde aufgestellt werden.
50 Flugzeuge dieses Typs wurden gebaut und ab 1925 auf dem geheimen deutschen Luftwaffenstützpunkt im sowjetischen Lipezk zur Schulung von deutschen, später auch von sowjetischen Jagdpiloten eingesetzt. Als der Stützpunkt 1933 geschlossen wurde, erhielt die Rote Armee die verbliebenen circa 30 Exemplare. Lediglich eine D.XIII wurde nach Deutschland überführt. Die sowjetische Bezeichnung für diesen Typ lautete I-39 oder I-LD.

## Technische Daten

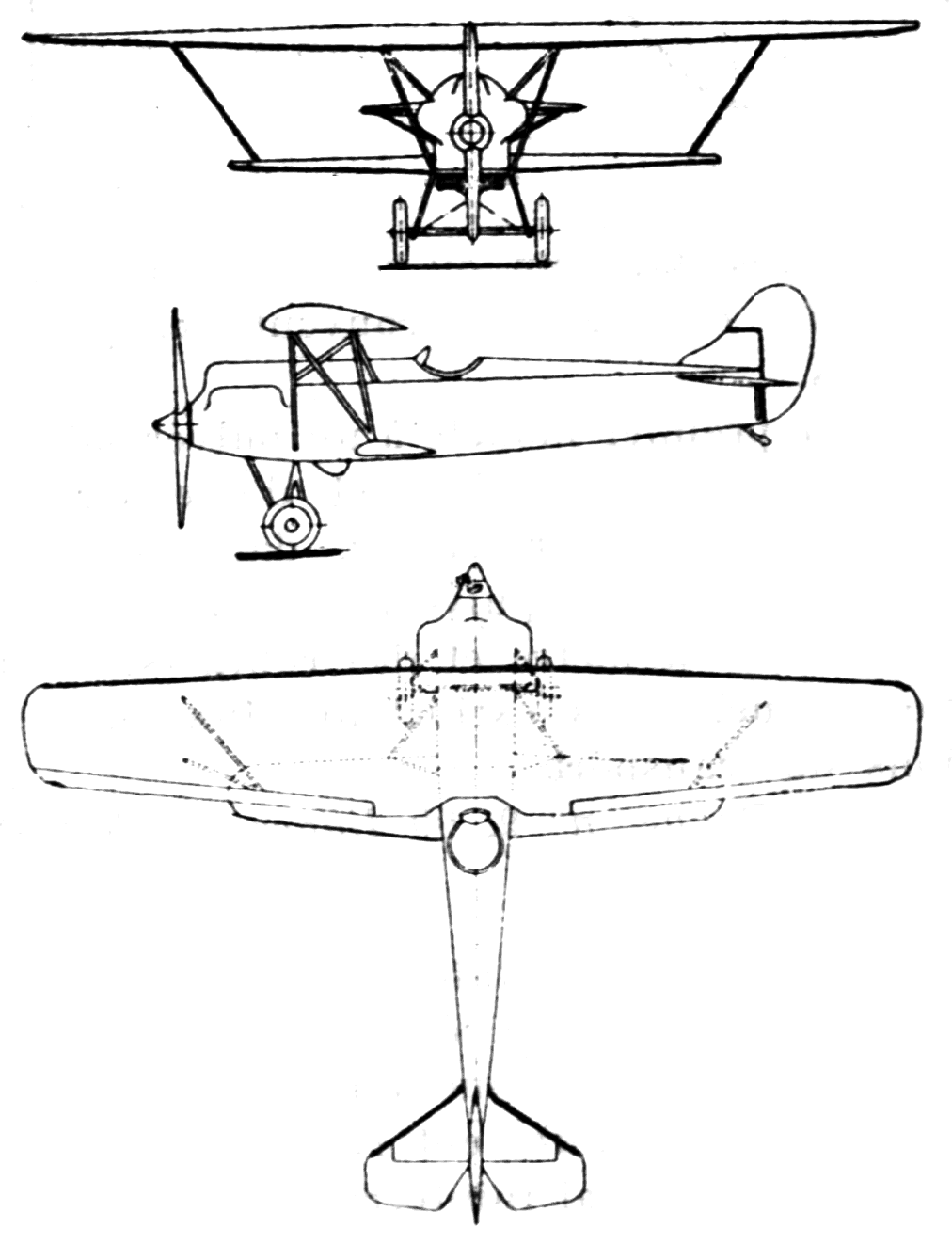
Dreiseitenansicht

| Kenngröße             | Daten                                                                 |
| --------------------- | --------------------------------------------------------------------- |
| Besatzung             | 1 Pilot                                                               |
| Spannweite            | 11,53 m                                                               |
| Länge                 | 7,30 m                                                                |
| Höhe                  | 2,90 m                                                                |
| Flügelfläche          | 21,8 m²                                                               |
| Leermasse             | 1180 kg                                                               |
| Startmasse            | 1610 kg                                                               |
| Antrieb               | ein Napier Lion XI (425 kW (ca. 580 PS)) mit 340-l-Tank im Oberflügel |
| Höchstgeschwindigkeit | 271 km/h                                                              |
| Steigzeit             | 3,8 min                                                               |
| Gipfelhöhe            | 8000 m                                                                |
| Reichweite            | 575 km                                                                |
| Flugdauer             | 3 h                                                                   |
| Bewaffnung            | zwei starre 7,92-mm-MG über dem Motor                                 |